# Ginástica nos Jogos Olímpicos de Verão de 1928
A ginástica nos Jogos Olímpicos de Verão de 1928 foi realizada em Amsterdã, nos Países Baixos, com oito eventos disputados. Pela primeira vez na história das Olimpíadas, um evento feminino foi incluído no programa.

## Eventos
Ginástica artística
Oito conjuntos de medalhas foram concedidos nos seguintes eventos:
- Equipes masculino
- Individual geral masculino
- Cavalo com alças
- Argolas
- Barra fixa
- Barras paralelas
- Saltos masculino
- Equipes feminino

## Países participantes
Um total de 148 ginastas de onze países competiram em 1928: